# Madetta
Madetta (auch: Madata, Madéta, Modetta sowie Roumji) ist ein Dorf in der Stadtgemeinde Bouza in Niger.

## Geographie
Die auf einer Höhe von 350 m gelegene Siedlung befindet sich rund 16 Kilometer südlich des Stadtzentrums von Bouza, das zum gleichnamigen Departement Bouza in der Region Tahoua gehört. Das Dorf besteht aus zwei Teilen mit jeweils eigenen traditionellen Ortsvorstehern (chefs traditionnels): Madetta I und Madetta II. Bei Madetta verläuft wie beim etwa 3,6 Kilometer weiter südöstlich gelegenen Dorf Aouloumatt ein großes Trockental (kori), das ins Tarka-Tal mündet.

## Bevölkerung
Bei der Volkszählung 2012 hatte Madetta 6253 Einwohner, die in 922 Haushalten lebten. Bei der Volkszählung 2001 betrug die Einwohnerzahl 4523 in 719 Haushalten und bei der Volkszählung 1988 belief sich die Einwohnerzahl auf 3060 in 478 Haushalten.

## Wirtschaft und Infrastruktur
In Madetta gibt es einen Wochenmarkt. Der Markttag ist Sonntag. Mit einem Centre de Santé Intégré (CSI) ist ein Gesundheitszentrum im Dorf vorhanden. Der CEG Madetta ist eine Schule der Sekundarstufe des Typs Collège d’Enseignement Général.